# Gare centrale d'Umeå
La gare centrale d'Umeå (Umeå centralstation ou plus simplement Umeå C en suédois) est la principale gare ferroviaire de la ville d'Umeå, dans le nord de la Suède. Elle est desservie par les lignes Botniabanan (sv) et Vännäs-Holmsund (sv). Le bâtiment est situé à l'extrémité nord de la Rådhusesplanaden (sv), une large avenue qui le relie à l'hôtel de ville.

## Histoire
Œuvre de l'architecte suédois Folke Zettervall, la gare a ouvert ses portes en 1896. Le bâtiment est un monument protégé (byggnadsminne) depuis 2001.

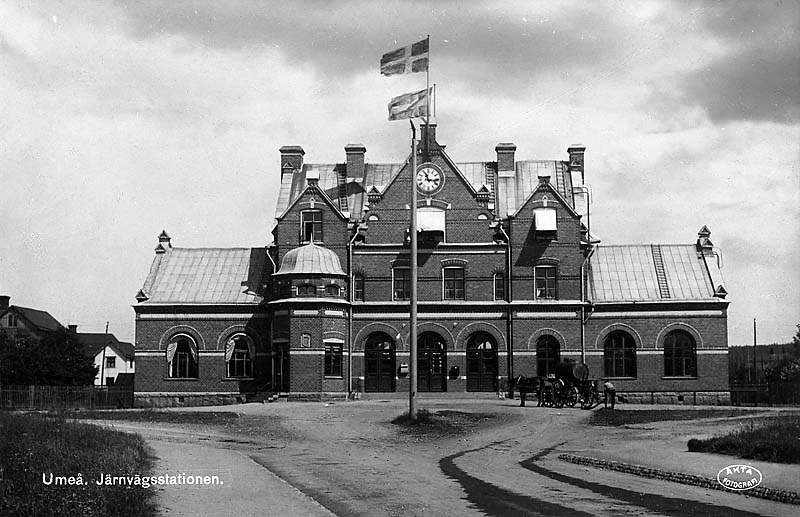
La gare vers 1920.